# Język kompane
Język kompane, także: komfana, kongampani – język austronezyjski używany w prowincji Moluki w Indonezji, we wsi Kompane na wschodnim wybrzeżu wyspy Kongan w grupie wysp Aru. Według danych z 1995 roku posługuje się nim 330 osób. Jest bliski językowi kola.